# هابز آیلند (آلاباما)
هابز آیلند (به انگلیسی: Hobbs Island) یک منطقهٔ مسکونی در ایالات متحده آمریکا است که در آلاباما واقع شده‌است. هابز آیلند ۱۸۲ متر بالاتر از سطح دریا قرار دارد.